# Чарне (Куявсько-Поморське воєводство)
Чарне (пол. Czarne) — село в Польщі, у гміні Вельґе Ліпновського повіту Куявсько-Поморського воєводства.
Населення — 360 осіб (2011).
У 1975-1998 роках село належало до Влоцлавського воєводства.

## Демографія
Демографічна структура станом на 31 березня 2011 року:
|          | Загалом | Допрацездатний вік | Працездатний вік | Постпрацездатний вік |
| -------- | ------- | ------------------ | ---------------- | -------------------- |
| Чоловіки | 180     | 48                 | 119              | 13                   |
| Жінки    | 180     | 43                 | 104              | 33                   |
| Разом    | 360     | 91                 | 223              | 46                   |